# 이극로
이극로(李克魯, 문화어: 리극로, 1893년 8월 28일 ~ 1978년 9월 13일)는 조선민주주의인민공화국의 국어학자, 정치인이다. 본관(本貫)은 전의(全義)이며 예조 참판(禮曹叅判) 이함장(李諴長)의 후손으로 경상남도 의령(宜寧) 출생이다. 호는 고루이다.
일제강점기에 조선어사전 편찬 집행위원, 한글맞춤법 제정위원, 조선어 표준어 사정위원 등을 역임하고, 1942년 조선어학회 사건으로 검거되어 징역 6년을 선고받고 함흥형무소에서 복역하다가 1945년 광복되자 출소하여 조선민주주의인민공화국 내각의 무임소상과 최고인민회의 상임위원회 부위원장을 역임했다.

## 생애
1920년 중국 상하이 동제대학(同濟大學) 예과를 거쳐 1927년 독일 프리드리히-빌헬름대학(현 훔볼트대학) 철학부를 졸업하였다. 일제강점기 중반 한글 연구에 참여, 1929년 조선어사전 편찬 집행위원, 1930년 한글맞춤법 제정위원, 1935년 조선어 표준어 사정위원회 위원, 1936년 조선어사전 편찬위원회 전임위원 등으로 활동했고, 조선어학회 간사장에도 선출되었다.
1942년 10월 1일 조선어학회사건으로 체포, 함흥재판소에서 징역 6년을 선고받고 함흥형무소에서 복역하다가 1945년 8월 광복 후 석방되었다. 1946년 건민회(建民會) 위원장을 지냈고, 1948년 4월 남북 제정당 사회단체 연석회의 참석차 평양에 갔다가 잔류하여 조선민주주의인민공화국에서 활동하였다. 1948년 9월 조선민주주의인민공화국 제1차내각의 무임소상이 되고, 1949년 조국통일민주주의전선 중앙위원회 의장이 되었으며, 공화국 과학원 후보원사, 1953년 최고인민회의 상임위원회 부위원장, 1962년 과학원 조선어 및 조선문학연구소 소장, 1966년 조국전선 중앙위 의장, 1970년 조국평화통일위원회 위원장, 1972년 양강도 인민위원회 부위원장 등을 역임하였다.

### 생애 초기

#### 출생과 수학
이극로는 1893년 8월 28일 경상남도 의령군 지정면 두곡리의 농가에서 출생하였다. 전의 이씨 전서공파 28세손이다. 서당에서 공부한 뒤 1910년 마산 창신학교에 입학하였다. 1912년에 독립군이 되고자 서간도에 망명했다.
1912년 회인현 동창학교에서 후일 대종교의 제3세 교주가 된 윤세복을 만나 대종교에 귀의하였고, 교사로서 박은식 등 저명한 민족주의자들과 활약하였다. 동창학교 폐교 후 1915년 무송현 백산학교에서 다시 학생들을 가르쳤다. 그리고 중국 상하이로 건너가 독일인이 운영하는 동제대학에 입학하여 서구 학문을 체계적으로 접할 수 있는 기회를 얻게 된다.

#### 유학생활 및 독립운동 활동
1920년 상하이 동제대학(同濟大學) 예과를 졸업하였다. 이후 상하이파 고려공산당 영수 이동휘가 고려공산당 내의 분쟁을 해결하려고 국제공산당의 지시를 받기 위해 모스크바로 가는 데에 이동휘와 동행하였다가, 독일 프리드리히에서 유학생활을 했다. 당시 한국 강의를 열어달라는 요청을 대학에 남기기도 하였다.
그가 남긴 한글의 육성 기록은 프랑스 소르본 대학에서 운영하는 Institut de Phonétique et des Archives de la parole에 공유되어 있다.

#### 국내 독립운동 활동 및 한글연구
조선으로 돌아오는 길에 미국, 일본 등 여러 지역에서 많은 사람들을 만나면서 조선에서의 활동을 구상했던 이극로는 1929년 1월 귀국했다. 이후 한글학자와 교육자로서 많은 활동을 했다. 오늘날 대한민국의 한글 연구단체인 한글학회의 전신 조선어학회 간사장을 맡아 조선어사전 편찬 작업에 참여하고, 외래어 표기법 통일안, 한글 맞춤법 통일안 작성에도 참여하였다.
1929년 <조선어사전> 편찬 집행위원(뒷날 조선어학회의 '조선말 큰사전'으로 이어진다), 1930년 한글 맞춤법 제정위원, 1935년 조선어 표준어 사정위원, 1936년 조선어사전 편찬 전임위원 및 조선어학회 간사장을 지냈다. 그밖에 1930년 신간회 대표로 동포구제의 목적을 띠고 만주지방을 돌아보다가 귀국했다.

#### 조선어학회 사건 투옥
1942년 7월 조선어학회 사건에서 최현배, 이윤재와 함께 가장 핵심적인 인사로 지목되어 구속당했다. 10월 1일 함흥재판소에서 그는 징역 6년형 선고받았고, 같은 한글학자로 조선어학회에 중추적인 역할을 했던 최현배는 4년형을 선고받았다.(역시 중추적인 역할을 해오던 이윤재는 수감 중 옥사했다.) 함흥형무소에서 복역하였다가 1945년 광복 이틀 후 8월 17일 출소했다. 이 당시 상황을 직접 목격한 사람이 있는데, 연세대학교 명예교수로 지내는 이근엽 교수가 당시 출옥당시를 직접 목격했다고 한다. 이근엽 교수 증언에 의하면 다음과 같다.
1945년 8월 17일 내가 15살 때인데 조선어학회 회원인 모기윤 선생이 교회 청년 30여 명을 함흥형무소 앞으로 모이게 해서 영문도 모르고 따라갔었다. 모기윤 선생이 조선인 검사에게 광복이 되었는데 왜 독립운동가들을 풀어주지 않느냐고 항의해서 네 분이 감옥에서 나오게 되었는데 그 분들이 조선어학회 사건으로 옥살이를 한 이극로, 최현배, 정인승, 이희승님인 것을 그 뒤 알게 되었다. 그 때 한 분(이극로 선생으로 보임)은 들것에 들려나오고 세 분은 부축해 나오는데 처참한 모습이었다. 일본이 패망하고 이틀이 지났지만 일제가 무서워 태극기를 들고 환영도 못했다. (하략)

### 광복 이후

#### 광복 직후
1945년 8월 광복 후 석방되었다. 해방정국 이극로는 다시 한글연구에 몰두하였다. 재건된 조선어학회 회장에 취임하면서 한글연구를 다시 이끌었다. 그런데 1945년말, 모스크바 3상 회의에서 '신탁통치 문제'가 불거져, 반탁 운동이 거세게 일어나자 김구가 이끌던 1945년 12월 30일 결성된 '신탁통치반대 국민총운동본부'의 위원으로 반탁운동에 참여했다. 이후 부활된 조선어학회 회장에 선출되고, 전국정치운동자후원회 회장에 위촉되면서 정계에 입문하였다.
1946년 건민회(建民會)에 입당, 그해 건민회 위원장에 선출되었다. 1946년 봄부터 미군정 주도로 좌우합작운동이 대두되자, 그는 좌우합작에 지지를 표명했다. 그러나, 입법기관(남조선과도입법의원)에 대해서는 좌우합작과 아무 관계가 없다고 주장하였다. 1948년 4월 전조선 제정당사회단체 대표자 연석회의에 참석하려고 평양에 갔다가 잔류하여 조선민주주의인민공화국에서 활동하였다.

#### 좌우합작운동과 남북협상
1947년 초에는 조봉암과 함께 민주주의독립전선을 결성했다. 이후 제2차 미소공위 재개 조짐이 보이자, 좌우합작위원회에 가담해 '시국대책협의회'에 참가한다. 그러나, 제2차 미소공위가 결렬되어 좌우합작위원회는 12월에 해체되었다. 그 해 12월 20일, 김규식이 주도한 민족자주연맹 결성식에 정치위원으로 선임되어 활동했다.
1948년 4월 김구가 주도하던 남북협상 위원으로 참가해 평양을 방문한다. 이 때, 김구는 서울로 귀환하지만, 이극로는 북한에 잔류하면서 결과적으로 월북하게 되었다.
한편 월북 전 주요논저로 《조선어 임자씨의 토》(1935)·《조선어 단어성립의 분계선》(1936)·《짓말에 대하여》(1937) 등과 《실험도해 조선어 음성학》(1947)·《고투 40년》(1947) 등이 있다.

### 조선민주주의인민공화국 정권 수립에 참여

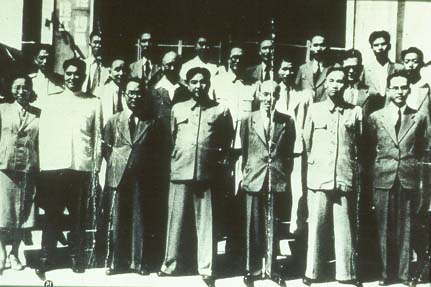
1948년 9월. 조선민주주의인민공화국 초대 내각 사진의 리극로(무임소상, 제3열 오른쪽에서 두 번째)

1948년 9월 조선민주주의인민공화국 정부가 수립되자 1953년 12월까지 제1차내각의 무임소상(無任所相)에 발탁되었으며 이후 1949년 조국통일민주주의민족전선 중앙위원회 의장단, 공화국 과학원 후보원사, 1953년 최고인민회의 상임위원회 부위원장등을 지냈으나, 정치적인 발언을 하지 않았기 때문에 추후에 북한에서 숙청 바람에 영향을 받지 않았다.
1961년 3월 25일 최고인민회의 상임위원회 부위원장직에서 해임되었다.
1962년 과학원 조선어 및 조선문학연구소 소장, 1966년 조국전선 중앙위 의장에 선출되었다. 1966년 이후 본격화된 북한 언어 규범화운동인 문화어운동을 주도하였고, 논문으로 〈조선어조 연구〉 등을 남겼다. 1970년 조국평화통일위원회 위원장, 1972년 양강도 인민위원회 부위원장을 역임하였다. 주요 저서에 《실험도해 조선어 음성학》이 있다. 1978년 사망했다.

### 사후
일제강점기때부터 시작해서 오랜 기간의 교수 및 연구활동을 통하여 한국어 발전과 과학적 해명에 큰 공을 세웠다. 이런 공로로 살아생전 1973년 북한 정부로부터 과학원 및 사회과학원의 원사(1973년)이며 박사학위(1970년)를 받았다. 사후 조국통일상과 국기훈장 제1급을 받았다.
대한민국에서는 그가 '월북자'였다는 이유로 오랫동안 학계 관심이 멀어졌었다. 그러나, 최근 이극로가 1920년대 외국(독일)에서 유학했을 시절 한글을 보급하는 역할을 했다는 사실이 밝혀져 다시 재조명을 받아 주목받고 있다.

## 일화
대한민국의 안과의사인 공병우의 세벌식과도 약간 관련이 있는데, 이극로가 눈병으로 공병우가 운영하는 병원에 찾아왔었다고 한다. 여기서 공병우는 한글학자 이극로에 대한 열정에 자극을 받아 공병우는 본격적으로 한글에 관심을 가지기 시작했다고 한다.

### 기타
이극로는 '좌익'계열 인물이 아닌 중도우파 성향의 노선을 견지했던 한글학자였다.는 시각도 있다.

이극로는 1940년대 조선어학회(한글학회)의 대표로 2019년도 영화<말모이>의 주인공 류정환(윤계상)의 실제 모델이 되었던 인물이다.

## 논문 및 저서

### 논문
- 〈조선어 어음의 된소리 음리에 대한 과학적 천명〉(1928)
- 〈훈민정음의 독특한 음성 관찰〉(1932)
- 〈'·'의 음가에 대하여〉(1937)
- 〈조선말 역점연구〉(1957)

### 저서
- 〈국어학 논총〉(1948)
- 〈실험도해 조선어 음성학〉(1949)
- 〈조선말 조(調) 연구〉(1966)

## 같이 보기
| - 조선어학회 사건 - 민주주의 독립전선 - 김두봉 - 최현배 - 곽상훈 - 이윤재 - 이육사 - 이희승 - 이병철 - 김원봉 - 건민회 | - 좌우합작운동 - 남북 협상 - 민족자주연맹 - 김규식 - 김약수 - 공병우 - 장건상 - 조봉암 |

## 관련 서적
- 이극로/조준희 옮김, 《고투사십년》(아라, 2014)
- 동서문제연구소, 《북한인명사전》(중앙일보사부설 동서문제연구소편저, 1981)
- 한글학회, 《한글학회 예순돌 기념 국어학 도서전시회 목록》(한글학회, 1981)
- 한글학회, 《한글학회 50년사》(한글학회, 1971)

## 참고자료
- 한글학자’이극로 선생 재조명
- 이근엽 연세대 명예교수, 조선어학회 사건 증언[깨진 링크(과거 내용 찾기)]
- ‘잊혀진 한글학자’ 이극로 선생 재평가[깨진 링크(과거 내용 찾기)] 내일신문
- 한글 운동가 이극로 선생을 잊으셨습니까 보관됨 2010-10-10 - 웨이백 머신 한겨레
- Hoffmann, Frank (2015). 《Berlin Koreans and Pictured Koreans》 (PDF). Koreans and Central Europeans: Informal Contacts up to 1950, vol. 1. Vienna: Praesens. ISBN 978-3-7069-0873-3.

| 전임 (없음) | 제1대 조선민주주의인민공화국의 무임소장관 김두봉과 공동 1948년 9월 9일 - 1953년 12월 | 후임 리극로 |

| 전임 김두봉 리극로 | 제2대 조선민주주의인민공화국의 무임소장관 1953년 12월 - 1957년 9월 20일 | 후임 김달현 홍기황 |

| 전임 홍명희 | 제2대 조선민주주의인민공화국 최고인민회의 상임위원회 부위원장 (홍명희와 공동) 1953년 - 1957년 9월 | 후임 김원봉 |

| 전임 김원봉 | 제4대 조선민주주의인민공화국 최고인민회의 상임위원회 부위원장 (홍명희와 공동) 1958년 10월 - 1961년 3월 25일 | 후임 홍명희 박금철 |

| 전임 홍명희 | 제2대 조선민주주의인민공화국 국가부수반 (홍명희와 공동) 1953년 - 1957년 9월 | 후임 김원봉 |

| 전임 김원봉 | 제4대 조선민주주의인민공화국 국가부수반 (홍명희와 공동) 1958년 10월 - 1961년 3월 25일 | 후임 홍명희 박금철 |